# Kōji Fukada
Pour les articles homonymes, voir Fukada.
Kōji Fukada (深田 晃司, Fukada Kōji), né le 5 janvier 1980 à Koganei, est un réalisateur, scénariste, monteur et producteur japonais.

## Biographie
Après un cursus d'études à l'École d'études cinématographiques de Tokyo (ja) entamé en 1999, Kōji Fukada réalise La Chaise, un premier long métrage autoproduit pour l’équivalent de 2 000 € et qui est projeté à l'Uplink Factory — une salle de cinéma appartenant à la société de production Uplink (ja) — à Shibuya en 2004,.
Le théâtre et le cinéma d’animation lui permettent de faire ses armes et affiner son sens du récit. En 2005, il rejoint comme assistant à la mise en scène la compagnie de théâtre Seinendan (ja). Celle-ci est dirigée par le dramaturge Oriza Hirata qui se base sur la pratique du gendai kogo engeki (Théâtre contemporain en style parlé). L'année suivante, il réalise pour la Toei Animation une adaptation animée de la nouvelle d'Honoré de Balzac, La Grenadière (1832). Kōji Fukada expérimente un nouveau concept à la demande du studio : le ganimé, terme issu de l'association du mot "Ga" (peinture) et "Nime" (animation), à la croisée des expressions artistiques entre littérature, cinéma d’animation et peinture. Le procédé associe des images fixes, des tableaux du peintre Ken Fukazawa réalisés spécialement pour le film, montées avec des mouvements de caméra (zoom, travelling…) et le son,. La Grenadière obtient le Soleil d'or du premier film au festival français Festival du cinéma japonais contemporain Kinotayo.
En mars 2011, le Festival du film asiatique d'Osaka (ja) programme un focus sur Kōji Fukada, avec la projection de quatre de ses œuvres. Deux ans plus tard, son film Au revoir l'été, une chronique estivale sur le littoral japonais aux accents rohmérien, remporte le grand prix de La Montgolfière d'or au Festival des trois continents à Nantes,.
Avec Sayonara (2015), Kōji Fukada adapte une pièce de théâtre d'Oriza Hirata. Le film se déroule dans un avenir proche où le Japon, victime d’attaques terroristes sur ses centrales nucléaires, voit sa population évacuée petit à petit. Sayonara est présenté en compétition officielle lors au Tokyo International Film Festival (TIFF) et est également nommé à la 18e édition du prix du script Ryūzō Kikushima. Son film suivant, Harmonium (2016), un thriller psychologique, est présenté en section Un certain regard au 69e Festival de Cannes où il remporte le Prix du jury.
Il tourne Le Soupir des vagues (2018) en Indonésie. Dans ce film, la population d'un village recueille un jeune homme rejeté par la mer qui semble japonais mais ne dit pas un mot.
Le 15 juin 2018, Kōji Fukada reçoit les insignes de Chevalier de l’ordre des Arts et des Lettres des mains de M. Laurent Pic, ambassadeur de France au Japon.

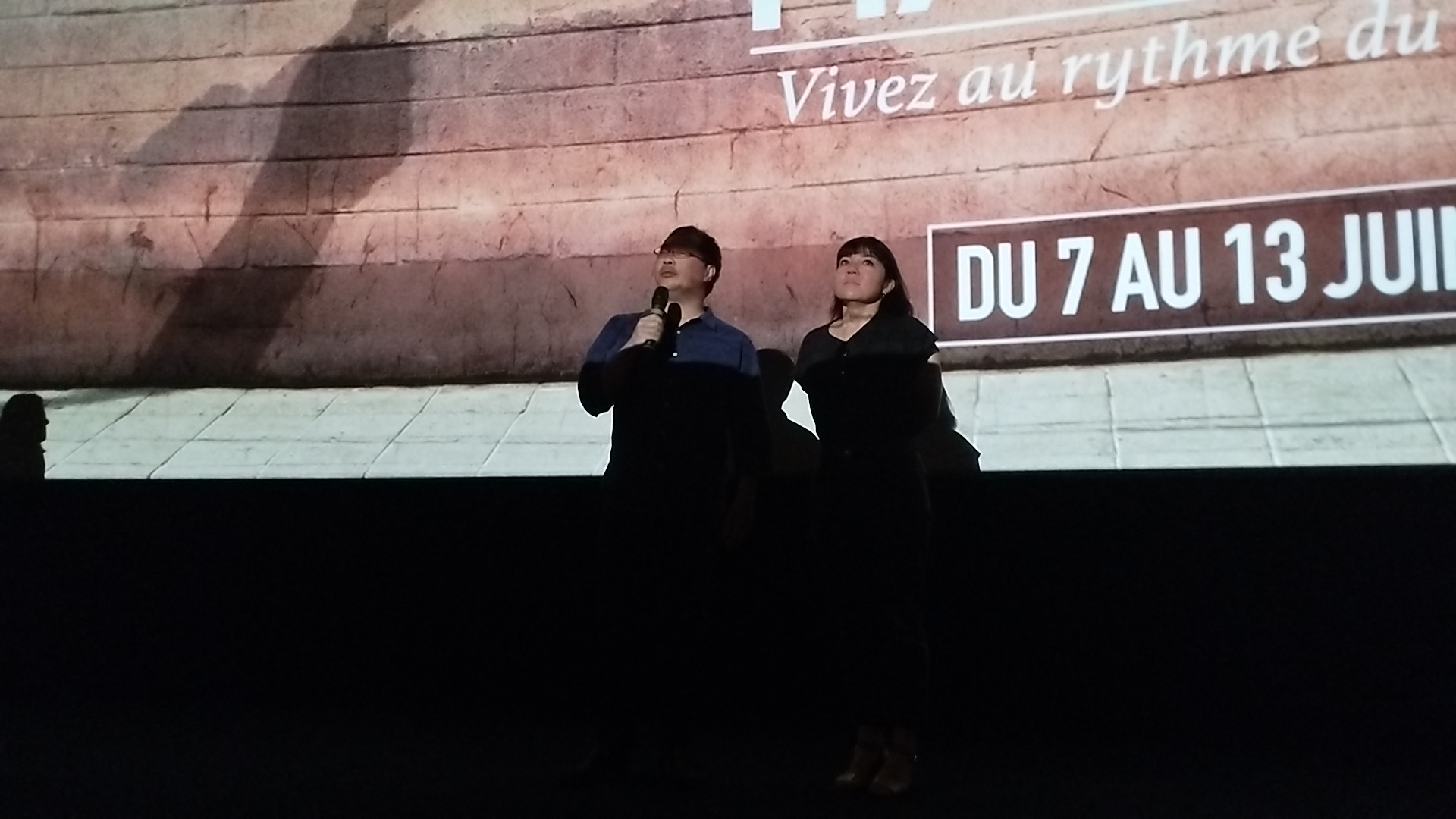
Kōji Fukada présentant Love Life à l'UGC Ciné Cité les Halles, en juin 2023.

Son film The Real Thing — une version cinéma de 228 minutes de la série de dix épisodes The Real Thing sortie au Japon en 2019 — est sélectionné en compétition au festival de Cannes 2020. En raison de l'annulation du festival pour cause de pandémie de Covid-19, le film reçoit le label Cannes 2020, sa sortie cinéma en France se fait en deux parties titrées Suis-moi, je te fuis et Fuis-moi, je te suis,.
Aux côtés de Katsuya Tomita et Ryūsuke Hamaguchi, Kōji Fukada incarne une nouvelle génération de cinéastes japonais. Il est également engagé pour la défense et la promotion de la diversité culturelle, il a notamment créé avec d’autres professionnels du cinéma la Independent Cinema Guild, espace de réflexion sur les modalités du financement du cinéma indépendant au Japon.

## Filmographie sélective
La mention « +scénariste » indique que Kōji Fukada est aussi auteur du scénario.

### Au cinéma
- 2002 : La Chaise (椅子, Isu?)[17]+scénariste
- 2006 : La Grenadière (ざくろ屋敷』バルザック「人間喜劇」より, Zakuro yashiki : Baruzakku ‘ningen kigeki’ yori?) (film d'animation)
- 2008 : La Comédie humaine (東京人間喜劇, Tōkyō ningen kigeki?)[18] +scénariste
- 2010 : Hospitalité (歓待, Kantai?) +scénariste
- 2013 : Au revoir l'été (ほとりの朔子, Hotori no sakuko?) +scénariste
- 2013 : Inabe (いなべ?)[19] (court métrage) +scénariste
- 2015 : Sayonara (さようなら, Sayōnara?) +scénariste
- 2015 : Birds (鳥, Tori?)[20] (court métrage) +scénariste
- 2016 : Harmonium (淵に立つ, Fuchi ni tatsu?) +scénariste
- 2018 : Le Soupir des vagues (海を駆ける, Umi o kakeru?)[21] +scénariste
- 2018 : East of Jefferson (ジェファーソンの東, Jefferson no higashi?)[22] (court métrage) +scénariste
- 2019 : L'Infirmière (よこがお, Yokogao?) +scénariste
- 2020 : Suis-moi, je te fuis (本気のしるし 劇場版, Honki no shirushi: Gekijō ban?) (1re partie de The Real Thing)[15] +scénariste
- 2020 : Fuis-moi, je te suis (本気のしるし 劇場版, Honki no shirushi: Gekijō ban?) (2e partie de The Real Thing)[16] +scénariste
- 2022 : Love Life (ラブライフ?) +scénariste
- 2025 : Love on Trial (恋愛裁判, Renai Saiban?)

### À la télévision
- 2019 : The Real Thing (本気のしるし, Honki no shirushi?) (série télévisée de dix épisodes)

## Distinctions

### Récompenses
- 2008 : Soleil d'or du premier film pour La Grenadière, au festival français Kinotayo[6],[23]
- 2009 : Grand prix du festival CineDrive 2010 d'Osaka, pour Tōkyō ningen kigeki
- 2010 : Prix de la section « Japanese Eyes » du 23e festival international du film de Tokyo, pour Hospitalité[24]
- 2011 : prix NETPAC du festival international du film fantastique de Puchon, pour Hospitalité
- 2011 : prix lors de la 3e édition du Tama Cinema Forum, pour Hospitalité
- 2013 : Montgolfière d'or et prix du jury jeune du 35e festival des trois continents à Nantes, pour Au revoir l'été[8]
- 2013 : Loup du meilleur réalisateur du festival du film Nuits noires de Tallinn, pour Au revoir l'été
- 2014 : Talent Tape Award du festival international de films de Fribourg, pour Au revoir l'été[25]
- 2016 : prix du jury de la section Un certain regard à la 69e édition du festival de Cannes, pour Harmonium[9]
- 2016 : prix du meilleur réalisateur du grand prix de Elle cinéma, pour Harmonium
- 2018 : récipiendaire de l'ordre des Arts et des Lettres[11]

### Sélections et nominations
- 2013 : Au revoir l'été est sélectionné en compétition pour le grand prix au festival international du film de Tokyo
- 2014 : prix du meilleur film pour Au revoir l'été au festival international du film d'Édimbourg
- 2015 : Sayonara est sélectionné en compétition pour le grand prix au festival international du film de Tokyo
- 2016 : prix Kinema Junpō du meilleur film pour Harmonium
- 2017 : prix du meilleur réalisateur pour Harmonium lors des Asian Film Awards
- 2019 : L'Infirmière est sélectionné en compétition pour le Léopard d'or au festival international du film de Locarno[26]
- 2020 : The Real Thing est sélectionné en compétition lors du festival de Cannes 2020[13], en raison de l'annulation du festival pour cause de pandémie de Covid-19, il reçoit le label Cannes 2020[14]